# Tilas
Tilas var en släkt från Dalsland som adlades 1719 och introducerades som  friherrlig 1772. Den utslocknade 1830. Den hade gemensamt ursprung med adelsätterna Granfeldt från Dal och Karlsten.

## Präster
Släkten har kända anor sedan 1500-talet. Fyra generationer präster blev kyrkoherdar i olika pastorat i Dalsland, och de tre äldsta fick sedan i tillägg befattning som prost över landskapet.
De i andra och tredje generationen, prosten Brynolphus Haquini (Brynukf Håkansson)  och sonen Ericus Brynolphi (Erik Brynulfsson), som prästvigts året innan, var med och undertecknade Uppsala mötes beslut 1593. Den senares son Olaus Erici lade Tilaceus till sitt namn, senare försvenskat till Tilas.

## Ämbetsmän och adel
I femte generationen blev Daniel Tilas (den äldre) den förste ämbetsmannen, Han hade erhållit en magistergrad i Uppsala och verkade som kommissarie och assessor vid Reduktionskollegium. Hans son Olof Tilas gjorde militär karriär, blev överstelöjtnant och adlades 1719 med ofärändrat namn. 
Daniel Tilas den äldres dotter Margareta blev stammoder till ätten Heijkenskjöld och hans son, Olof Tilas (1684–1749), var överstelöjtnant och adlades 1719 med bibehållet namn samt introducerades på nummer 1616. Han var gift med en dotter till Urban Hjärne och Maria Svahn, och fick med henne sönerna Daniel Tilas och Olof Tilas.
Den förre av dessa, Daniel Tilas, blev 1766 upphöjd till friherre och introducerades 1772 på nummer 248.  I sitt andra äktenskap, med friherrinnan Anna Catharina Åkerhielm af Margaretelund, fick han sonen Samuel Olof Tilas som är känd som författare och diplomatiskt sändebud till Konstantinopel. En annan son Daniel Axel Tilas avreste till Amerika 1788 för att sedan aldrig mer höras av.
Brodern Olof Tilas gjorde militär karriär och var överste. Han adopterades på broderns friherrliga namn och nummer år 1771 och introducerades på Riddarhuset tillsammans med honom 1772. Han var gift med Hedvig Adlersparre, och ätten fortgick med en son, Fredric August Tilas, som var hovjägmästare. Med sin död 1830 slöt han ätten Tilas, efter att hans ende son hade dött i späd ålder.
Kyrkoherden Arvidus Brynolphi (1569–1644), en yngre broder till Ericus Brynolphi blev stamfar till en adelsätt, som i genealogiska sammanhang kallas Granfeldt från  (nummer 1179), och som fortlever. Adelsätten Karlsten (nummer 1236) hade samma ursprung men utslocknade på svärdssidan med den först adlade, som inte hade söner.

## Personer med efternamnet Tilas
- Daniel Tilas (1712–1772), bergsråd, landshövding, riksheraldiker, genealog
- Samuel Olof Tilas (1744–1772), författare

## Släktträd (urval)
- Haquinus Nicolai,kyrkoherde i Frändefors, prost ca 1565
  - Brynolphus Haquini, kyrkoherde i Ör, prost 1586, död 1623 i hög ålder
    - Ericus Brynolphi Tilaceus (död 1651), kyrkoherde  i Tösse, prost  1618
      - Olaus Erici Tilaceus (död 1647), kyrkoherde i Steneby
        - Daniel Tilas den äldre (1637–1697), assessor i Reduktionskollegium
          - Olof Tilas (1684–1749), översttelöjtnant, adlad 1719
            - Daniel Tilas (1712–1772), friherre 1766, riksheraldiker
              - Samuel Olof Tilas (1744–1772), diplomat, författare,

            - Olof Tilas (1719–1790), friherre adopterad på brooderns ätt 1771, överste
              -                 - Frans August Tilas (1758–1830), hovjägmästare

    - Arvidus Brynolphi(1569–1644), kyrkoherde i Ör, stamfar för adelsätterna Granfeldt från Dal och Karlsten